# Miersita
La miersita és un mineral de la classe dels halurs que pertany al grup de la clorargirita. Rep el seu nom de Henry A. Miers (1858-1942), professor de mineralogia de la Universitat d'Oxford.

## Característiques
La miersita és un halur de fórmula química (Ag,Cu)I. Cristal·litza en el sistema isomètric. La seva duresa a l'escala de Mohs es troba entre 2,5 i 3. Forma una sèrie de solució sòlida amb la marshita segons la quantitat d'argent que conté. Fa intercreixements amb la iodargirita.
Segons la classificació de Nickel-Strunz, la miersita pertany a «03.AA - Halurs simples, sense H₂O, amb proporció M:X = 1:1, 2:3, 3:5, etc.» juntament amb els següents minerals: marshita, nantokita, UM1999-11:I:CuS, tocornalita, iodargirita, bromargirita, clorargirita, carobbiïta, griceïta, halita, silvina, vil·liaumita, salmiac, UM1998-03-Cl:Tl, lafossaïta, calomelans, kuzminita, moschelita, neighborita, clorocalcita, kolarita, radhakrishnaïta, challacolloïta i hephaistosita.

## Formació i jaciments
Sol trobar-se associada a altres minerals com: malaquita, limonita, iodargirita, cuprita o cerussita. Va ser descoberta l'any 1898 a Broken Hill, a Yancowinna Co. (Nova Gal·les del Sud, Austràlia).